# Marc Philip Ginolas
Marc Philip Ginolas (* 1997 in Herzberg am Harz) ist ein deutscher Filmregisseur, Drehbuchautor und Filmeditor.

## Leben und Werk
Nach seinem Abitur am Tilman-Riemenschneider-Gymnasium in Osterode am Harz machte Ginolas eine Ausbildung zum Mediengestalter Bild und Ton beim ZDF in Mainz, die er mit dem bundesbesten Ergebnis abschloss. Seit 2019 studiert er Spielfilmregie an der Hochschule für Fernsehen und Film München. Seine Kurzfilme wurden auf zahlreichen deutschen und internationalen Filmfestivals gezeigt und mit Preisen ausgezeichnet. Sein Zweitjahresfilm Till mit Ulrich Matthes und Juliane Köhler feierte 2022 bei den 56. Internationalen Hofer Filmtagen seine Deutschland-Premiere und wurde im Rahmen der Kurzfilmnacht im Bayerischen Rundfunk ausgestrahlt. Zusammen mit der Historikerin Judith Grosch ist Ginolas Stipendiat des 18. „Medienkunststipendiums der Hochschule fur Fernsehen und Film München, ermöglicht durch die Kirch Stiftung und Frau Regina Hesselberger“.
Im Januar 2024 erschien auf der Streamingplattform Joyn das sechs Folgen umfassende Format „Mitarbeiter des Monats“ mit dem YouTuber Sascha Hellinger, für das Ginolas zusammen mit Leander Kupferer als Autor, Regisseur und Editor agierte. Im selben Jahr drehte Ginolas als Regisseur für ZDFneo die achtteilige Comedy-Serie Tschappel. Die Drehbücher schrieb er zusammen mit Marius Beck. Erscheinen soll diese im Frühjahr 2025.

## Filmografie (Auswahl)
- 2021: Kaltmiete (Kurzfilm)
- 2021: Verlängerung (Kurzfilm)
- 2022: Mach’s Licht aus! (Kurzfilm)
- 2022: Till (Kurzfilm)
- 2024: Mitarbeiter des Monats – mit Sascha Hellinger (6 × 25 Minuten Dokutainment für Joyn)
- 2025: Tschappel (achtteilige Serie für ZDFneo)[9]

## Auszeichnungen (Auswahl)
- 2018: 1999: Beste Kamera (zusammen mit Janis Vieting & Henrik Weimar) – 99Fire-Films-Award[10]
- 2021: Kaltmiete: Preis der Jury – Flimmern und Rauschen[4]
- 2021: Kaltmiete: 2. Platz Publikumspreis – Kurzfilmtage Thalmässing[11]
- 2021: Kaltmiete: Publikumspreis – Filmtage Friedrichshafen
- 2022: Mach’s Licht aus!: Bester Kurzfilm – Kinofest Lünen[12]
- 2022: Mach’s Licht aus!: Bester Kurzfilm – Fünf Seen Filmfestival[13]
- 2022: Mach’s Licht aus!: Bester fiktionaler Kurzfilm – Sebastian-Blau-Mundartpreis[14]
- 2022: Mach’s Licht aus!: Southern Film Award 2022 – 20minmax - International Short Film Festival Ingolstadt[15]
- 2022: Mach’s Licht aus!: Bester Kurzfilm und Publikumspreis – Filmfest Oberursel[16]
- 2022: Till: Best Sci-Fi & Fantasy – Bolton Film Festival[17]
- 2022: Till: Best Screenwriter – Fantasia International Film Festival[18]
- 2023: Mach’s Licht aus!: Beste Komödie – Landshuter Kurzfilmfestival[19]